# Thần kinh gai C2
Thần kinh gai C2 hay dây C2, dây thần kinh C2 là dây thần kinh sống thuộc đoạn cổ của tủy sống. Dây này luồn ra từ lỗ gian đốt sống ở trên đốt trục (đốt sống cố C2) và dưới đốt đột (đốt sống C1).